# Jen Armbruster
Jennifer Armbruster (* 12. Februar 1975 in Taipeh, Taiwan) ist eine US-amerikanische Goalballspielerin.

## Leben
Armbruster wurde 1975 in Taiwan geboren, wo ihr Vater stationiert war. In ihrer Kindheit musste die Familie, bedingt durch Stationierungswechsel, oft umziehen, zuletzt nach Colorado. Dort besuchte Armbruster, die mit einer Schwester aufwuchs, die Falcon High School in Peyton und machte 1993 ihren Abschluss. Danach studierte sie an der University of Northern Colorado und erhielt dort 1997 einen Bachelor of Arts in Soziologie. An der Sam Houston State University erhielt sie 2000 einen Master of Arts in Criminal Justice Administration.
Armbruster ist Mutter eines Sohnes. Sie ist mit ihrer Teamkollegin Asya Miller verheiratet.

### Sportliche Karriere
Armbruster wollte 1989 durch ein Basketball-Stipendium das College besuchen. Ende des Jahres begann sie jedoch ihre Sehkraft in Folge einer Entzündung des Sehnervs zu verlieren. So kam es, dass sie mit der Sportart Goalball in Berührung kam. Im April 1990 wurde sie gefragt, den Sport auszuüben und noch im selben Jahr wurde ihr Team bei den nationalen Meisterschaften Zweiter.
1992 vertrat Armbruster erstmals die Vereinigten Staaten bei den Paralympischen Spielen und nahm seitdem durchgängig, zuletzt 2016, teil. Mit der Frauen-Goalballmannschaft gewann sie hierbei 1996 Bronze, 2004 Silber und 2008 Gold. Bei der Eröffnungszeremonie der Sommer-Paralympics 2008 in Peking fungierte sie als Flaggenträgerin.
Armbruster wurde in die Colorado Springs Sports Hall of Fame, die State of Colorado Sports Hall of Fame und die Colorado Women’s Sports Hall of Fame aufgenommen.

## Erfolge
Sommer-Paralympics
- 1996 Atlanta: Bronze
- 2004 Athen: Silber
- 2008 Peking: Gold
- 2016 Rio de Janeiro: Bronze

Weltmeisterschaften
- 1998: Bronze
- 2002: Gold
- 2006: Bronze
- 2010: Silber
- 2014: Gold